# Willi Tobler und der Untergang der 6. Flotte
Willi Tobler und der Untergang der 6. Flotte ist ein deutscher Science-Fiction-Film des Regisseurs Alexander Kluge aus dem Jahr 1969. Obwohl ursprünglich für das Kino produziert, wurde der Film bei Fertigstellung nicht gezeigt. Stattdessen wurde der Film am 19. Januar 1972 im ZDF ausgestrahlt. 1977 erschien eine neu geschnittene Fassung des Films unter dem Titel Zu böser Schlacht schleich' ich heut' Nacht so bang.

## Handlung
Im Jahr 2040 rivalisieren mehrere „Flotten“ genannte Machtblöcke in einem Bürgerkrieg um die Vorherrschaft in der Galaxis und attackieren, bombardieren und überrennen dabei rücksichtslos Planetensysteme. Der Kybernetiker Willi Lerchenberger, der mit seiner Frau Dorle und drei gemeinsamen Kindern auf dem Planeten „Graf Grafenbeer“ lebt, ist nach einem Angriff zur Flucht gezwungen und entscheidet sich dabei, die Nähe zur Macht zu suchen. Er verbringt seine Familie an einen unbestimmten Ort, nennt sich fortan Willi Tobler, wird auf dem Planeten „Krüger 60“ bei Admiral Bohm, dem Befehlshaber der 6. Flotte vorstellig, und von diesem als dritter Pressesprecher eingestellt. Zunächst ist er dafür zuständig, dem Admiral in Rundfunk und Fernsehen ein positives Image zu verleihen.
Allerdings kommt es bald zum Streit: Nachdem herausgekommen ist, dass Tobler dienstliche Informationen an Unternehmen weitergegeben hat, um sich durch Insiderhandel selber zu bereichern, wird er degradiert und zur Frontbewährung als Unterleutnant in den Eisgürtel-Sektor strafversetzt, in dem ein Angriff der verfeindeten 1. Flotte erwartet wird. Die Einheiten der 6. Flotte werden überrascht und eingekesselt, doch Tobler gelingt die Flucht nach Krüger 60. Mit diesem Erfolg ist Tobler rehabilitiert. Er wird von Bohm zum Hauptmann befördert und zum Kommandanten der 6. Zerstörerflottille ernannt. Diese wird im Frontbogen Mira wiederum von feindlichen Einheiten eingeschlossen, aber unter dem Befehl Toblers gelingt der Ausbruch, indem in einem riskanten Manöver der Stern durchflogen wird. Hierauf erhält Tobler seinen Posten als Pressesprecher zurück.
Eine anfangs siegreiche Offensive der 6. Flotte gipfelt im Angriff auf den Planeten „Feodor Liedke“, den Tobler als Frontberichterstatter im Stab des Admirals begleitet. Doch der Angriff bleibt unter dem Kommando des Stabschefs Konteradmiral von Carlowitz am Stadtrand stecken, und die 6. Flotte sieht sich einer erneuten Niederlage gegenüber. Auf dem Rückzug desertieren weite Teile der Flotte. In diesem Moment kommt es zum Umsturz: Bohm wird von einer Kommission unter der Leitung von Chefrichter Davis, die mögliche Kriegsverbrechen aufklären will, aus dem Amt geputscht. Tobler, der sich nach eigener Aussage immer „für die Seite der Macht“ entscheidet und unbedingt eine Aufgabe möchte, kooperiert und hilft Ministerialdirigent Weitling bei der Verbreitung einschlägigen Propagandamaterials. Doch anschließend ziehen sich die Putschisten ihrerseits zurück, und Tobler wird nach dem misslungenen Versuch, ihn belastende Dokumente zu vernichten, wegen Kollaboration durch Polizeiinspektorin Schroeder-Mahnke angeklagt.

## Produktion
„Willi Tobler und der Untergang der 6. Flotte“ wurde von Kluges eigener Produktionsfirma Kairos-Film produziert.
Inhaltlich knüpft der Film an den 1968 gedrehten und im Jahr 2034 angesiedelten Film „Der große Verhau“ an, ebenso wie der mit größtenteils identischem Stab gedrehte Kurzfilm „Wir verbauen 3 × 27 Milliarden Dollar in einen Angriffsschlachter“ (1970). Das gesamte Szenario des galaktischen Bürgerkriegs rund um Krüger 60 wurde übernommen, allerdings stellt „Willi Tobler und der Untergang der 6. Flotte“ nicht die wirtschaftlich-gesellschaftliche Situation in den Vordergrund, sondern die Kriegs- und Kampfhandlungen selber. Beabsichtigt sind in der Produktion auch viele Verweise auf den Zweiten Weltkrieg und dort besonders auf die Schlacht von Stalingrad. So wird immer wieder historisches Filmmaterial eingeschnitten, ebenso kommen historische Requisiten wie ein Volksempfänger oder Schneehemden zum Einsatz. Die titelgebende 6. Flotte spielt auf die 6. Armee der deutschen Wehrmacht an, die in der Schlacht um Stalingrad aufgerieben wurde. Analog dazu verweist eine kurze Szene, in der ein Spielzeugpanzer mit der Nummer 62 gezeigt wird, auf die sowjetische 62. Armee, die Stalingrad erfolgreich verteidigen konnte. Der ursprüngliche Nachname von Willi Tobler verweist dagegen auf den Sitz des ZDF in Mainz-Lerchenberg.
Kluge selber wurde mit den Worten zitiert, er habe ursprünglich einen „‚durchaus konventionellen‘ Zukunftsfilm beabsichtigt“. Bei den Dreharbeiten habe er allerdings erkannt, „daß unsere geschichtliche Erfahrung die Phantasie fesselt.“ Somit sei es zum Konzept des Films geworden, „die Weltraumheroen mit all den Unzulänglichkeiten historischer Heerführer“ darzustellen, was die Science-fiction-Klischees verzerre und die Utopie in eine Groteske verwandle.
In stilistischer Hinsicht fällt der Film durch häufige Einblendungen von Zwischentiteln und Sternenkarten auf, was als Parallele zu Comicstrips aufgefasst wurde. Kluge kommentierte hierzu, ein Film solle „die Phantasie anregen“ und „erst im Kopf des Zuschauers“ entstehen. Die Verwendung vergleichsweise billiger Trickeffekte und Modelle wurde als Verweis auf frühe Science-Fiction-Filme von Georges Méliès interpretiert. In den von Tobler, Bohm und von Carlowitz getragenen barocken Uniformen sahen Betrachter einen Verweis auf das Beatles-Album „Sgt. Pepper’s Lonely Hearts Club Band“.
2007 wurde „Willi Tobler und der Untergang der 6. Flotte“ in der Edition Filmmuseum gemeinsam mit „Der große Verhau“ auf DVD veröffentlicht.

## Rezeption
Eine zeitgenössische Kritik interpretierte „Willi Tobler und der Untergang der 6. Flotte“ nicht nur als Parabel auf Stalingrad, sondern stellte zudem fest, der Film zeige „vor allem das Mißverhältnis von Technik und Moral: Während monströse Raumkreuzer mit Überlichtgeschwindigkeit durch das All jagen, wird in den Kommandozentralen gefressen, gesoffen und gehurt.“ Im Zusammenhang mit „Der große Verhau“ wurde diese Zukunftsauffassung Kluges wie folgt interpretiert:

„Denn im Raumzeitalter, will der Autor mit seinen utopischen Parabeln sagen, werden die Raubgier und Menschenfeindlichkeit des Spätkapitalismus lediglich ins Überdimensionale gesteigert. Überleben werden nur gewalttätige Kreaturen, und der Weltraum wird zu einem riesigen Müllplatz.“

Ein Rückblick angesichts der DVD-Veröffentlichung 2007 fasste den Film zudem als „Science-Fiction-Persiflage, Parodie deutscher Fernseh-Geschichtsspiele und historischer Essay zugleich“ auf. Der Film sei „ein wilder Spaß, der nur durch seine Länge zahm wirkt“, und ein „hinterhältiges Attentat auf die Vergangenheitsbewältigungs-Melodramen des Neuen Deutschen Films“, was jedoch 1972 unbemerkt geblieben sei.